# Јесетра
Јесетра (Acipenseridae) је породица риба и заједнички назив за 27 врста које јој припадају. Њихова еволуција датира још из периода тријаса пре отприлике 245 до 208 милиона година. Породица је груписана у четири рода: Acipenser, Huso, Scaphirhynchus и Pseudoscaphirhynchus. Четири врсте су пред изумирањем. Две сродне врсте Polyodon spathula  и Psephurus gladius су из истог реда, Acipenseriformes, али су у породици Polyodontidae и не сматрају се „правим” јесетрама. И јесетре и веслоноси се називају „примитивним рибама”, јер су њихове морфолошке карактеристике остале релативно непромењене од најранијих фосила.
Једна од најстаријих породица кошљориба, јесетре настањују суптропска и умерена подручја, језера и обале Евроазије и Северне Америке. Оне су карактеристичне по својим издуженим телима, недостатку крљушти, а понекад су и веома велике: у распону од 2-3,5 m дужине, а неке врсте расту и до 5,5 m. Већина јесетри се мресте узводно и хране у речним ушћима и заливима. Док су неке потпуно слатководне, врло мали број доспева у отворен океан, али у близини обалних подручја.
Неколико врста јесетри лове се због своје икре, које се прерађују у луксузни кавијар. То је довело до озбиљне прекомерне експлоатације, која је у комбинацији са другим претњама очувања довела већину врста у критично угрожени статус, на ивици изумирања.

## Физичке карактеристике
Јесетре су задржале неколико примитивних карактеристика кошљориба. Заједно са осталим члановима поткласе штитоноша, они су јединствени међу кошљорибама јер су њихови скелети готово у потпуности хрскави. Ипак, хрскавичави скелет није примитивна карактеристика, већ наслеђена; преци јесетри имали су коштане скелете. Такође им недостаје пршљен, и делимично су прекривени са пет бочних редова љуспи, а не са крљушти. Они такође имају четири брка - чулне органе који претходе њиховим широким устима без зуба. Крећу се својим речним стаништима путујући мало изнад дна, са брковима које се вуку по шљунку или мутној подлози. Јесетре су препознатљиве по издуженим телима, спљоштеном носом, посебном љуспама и брковима и издуженим горњим режњима репа. Скелетни ослонац упарених пераја налази се унутар зида тела, иако се мрежасте структуре сличне зрацима могу видети и споља.
Јесетре су међу највећим рибама: неке моруне  (Huso huso) у Каспијском језеру наводно достижу преко 5,5 m и 2000 kg док је калугу (H. dauricus) из реке Амур, сличне дужине и преко 1.000 кг. Такође су и међу рибама које најдуже живе. Неке живе преко 100 година и достижу сексуалну зрелост са 20 и више година.
Комбинација спорог раста и стопе размножавања и изузетно високе вредности који се ставља на зреле женке које носе јајашце чине јесетре посебно рањивим на риболов.
Јесетре су полиплоиди. Неке врсте имају четири, осам или 16 гарнитура хромозома.

## Животни циклус
Јесетре су дуговечне рибе које касно сазревају. Њихов просечни животни век је од 50 до 60 година, а њихов први мрест се јавља тек када су стари око 15 до 20 година. Јесетре се не мресте сваке године јер захтевају посебне услове. Ови захтеви се могу или не морају испуњавати сваке године због различитих услова животне средине, као што су прави фотопериод у пролеће, бистра вода са плитком подлогом од камена или шљунка, где се јаја могу лепити, и правилна температура воде и проток за оксигенацију јаја. Једна женка може одложити од 100.000 до 3 милиона јајашаца, али неће сва бити оплођена. Оплођена јајашца постају лепљива и лепе се на доњу подлогу приликом додира. Осам до 15 дана је потребно да ембриони сазру у ларве рибе. За то време, они су зависни од својих жуманаца за исхрану. Речне струје носе ларве низводно, у подручја попут окука или мочвара, где младунци проводе своју прву годину хранећи се инсектима и раковима. Током своје прве године раста достижу 18 до 20 цм  и мигрирају натраг у брзе струје реке.

## Распрострањеност и станиште
Јесетре се крећу од суптропских до субарктичких вода у Северној Америци и Евроазији. У Северној Америци се протежу дуж обале Атлантског океана од Мексичког залива до Њуфаундланда, укључујући Велика језера и река Сен Лорен, Мисури и Мисисипи, као и дуж Западне обале у главним рекама од Калифорније и Ајдаха до Британске Колумбије. Јављају се дуж европске обале Атлантика, укључујући и медитерански базен, посебно у Јадранском мору и рекама северне Италије. Има их у рекама које се уливају у Црно, Азовско и Каспијско море (Дунав, Дњепар, Волга, Урал и Дон), у руским рекама које теку ка северу у Северни ледени океан (Об, Јенисеј, Лена, Колима), у рекама централне Азије (Аму Дарја и Сир Дарја) и Бајкалском језеру. У Тихом океану се налазе у реци Амур дуж руско-кинеске границе, на острву Сахалин и неким рекама на североистоку Кине.
У целом том широком распону, готово све врсте су под великим претњама или су подложне изумирању због комбинације уништавања станишта, претераног риболова и загађења.
Није познато да се природно јављају јужно од екватора, мада се покушаји јесетерских аквакултура врше у Уругвају, Јужноафричкој Републици и другим местима.
Већина врста је барем делимично анадромна, мрести се у слаткој води и храни се храњивим састојцима у сланкастим водама естуара или миграра дуж обале. Међутим, неке су врсте еволуирале у чисто слатководним егзистенцијама, попут језерске јесетре (Acipenser fulvescens) и бајкалске јесетре (A. baerii baicalensis), или су их присилиле антропогене или природне бране на њиховим матичним рекама, као што је случај неких субпопулација беле зракоперке (A. transmontanus) у реци Колумбија  и сибирске јесетре (A. baerii) у басену реке Об.

## Понашање
Јесетре су првенствено хране са дна, шкољкама, раковима и ситним рибама. Изузетак су обе врсте рода Huso које се кад одрасту хране превасходно другим рибама. Они се хране тако што шире уста како би усисали храну из бентоса. Како немају зубе, нису у стању да уграбе плен, мада веће јединке и грабљивије врсте могу прогутати веома велики плен, нпр. целог лососа. Јесетре се не хране визуелно. Сматра се да користе комбинацију сензора, укључујући мирисне, тактилне и хемосензорне знакове које откриваају њихова четири брка и електрорецепције помоћу ампула Лоренцини.
Електрорецептори јесетри се налазе на глави и осетљиви су на слаба електрична поља која стварају друге животиње или геоелектрични извори. Сматра се да се електрорецептори користе у различитим ситуацијама као што су храњење, парење и миграција.
Многе јесетре искачу из воде, обично праве гласан пљусак који се чује пола миље на површини и вероватно даље под водом. Зашто то раде није познато, али могуће је да комуникацију како би одржли групну кохезију, хватају плен из ваздуха, удварају се или помажу у одбацивању јаја током мрешћења. Друга веродостојна објашњења су бег од грабљивица, избацивање паразита или гутање и избацивање ваздуха.
Још једно објашњење је да се „једноставно осећа добро“. Било је неких инцидената приликом скока јесетри које су слетеле у чамце и нанели људима повреде.У 2015. години једна петогодишња девојчица је смртно повређена након што је јесетра скочила из реке Сувани и ударила је.

## Еволуција

### Историја фосила
Рибе штитоноше су се појавиле у фосилним записима пре отприлике 245 до 208 милиона година, на крају тријаса, што их чини једном од најстаријих још живих зракоперки. Праве јесетре се појављују у запису фосила током горње креде. За то време, јесетре су претрпеле изузетно мало морфолошких промена, што указује да је њихова еволуција била изузетно спора и стекла им неформални статус  живих фосила. То је делом објашњено дугим генерацијским интервалом, толеранцијом на широке распоне температуре и салинитета, недостатком предатора због њихове величине и коштастог оклопа или шкрга, те обиљем плена у бентос окружењу. 
Иако је њихова еволуција изузетно успорена, они су високо еволуирани живи фосил и не подсећају на своје предке рибе штитоноше. Ипак, они и даље деле неколико примитивних карактеристика, попут хетероцеркалног репа, смањена љускавост, више пераја  него потпорних коштаних елемената и јединствене чељусти.

### Филогенија и таксономија
Упркос постојању фосила, тешко је одредити потпуну класификацију и филогенију врста јесетри, делом и због велике индивидуалне и онтогене варијације, укључујући географске клине у одређеним карактеристикама, као што су облик носа, број шкрга и дужина тела. Даљи збуњујући фактор је посебна способност јесетри да производе репродуктивно способне хибридне врсте, чак и између врста које припадају различитим родовима. Док Actinopterygii имају дугу еволутивну историју која је кулминирала нашим најпознатијим рибама, прошло адаптивно еволуцијско зрачење оставило је само неколико преживелих, као што су јесетре и Lepisosteidae.
Широк спектар Actinopteri и њихов угрожени статус отежали су прикупљање системских материјала. Ови фактори су навели истраживаче у прошлости да идентификују преко 40 додатних врста које су каснији научници одбацили. Да ли су врсте у родовима Acipenser и Huso монофилетичне (потичу од једног претка) или парафилетичне (потомство многих предака) још увек није јасно, мада морфолошка подела између ова два рода очито није подржана генетским доказима. У току је напор да се разреши таксономска конфузија користећи континуирану синтезу систематских података и молекуларних техника.
Филогенија Acipenseridae на кладограму показује да су оне еволуирале из кошљорибе.
|  | Целаканти, Рибе дводихалице |
|  |                             |
|  | Тетраподи                   |
|  |                             |

| Acipenseriformes | \| \| Acipenseridae \| \| \| \| \| \| Polyodontidae \| \| \| \| |
|                  | \| \| Acipenseridae \| \| \| \| \| \| Polyodontidae \| \| \| \| |
|                  | Acipenseridae                                                   |
|                  |                                                                 |
|                  | Polyodontidae                                                   |
|                  |                                                                 |

|  | Acipenseridae |
|  |               |
|  | Polyodontidae |
|  |               |

| Холостеи         | \| \| Lepisosteiformes \| \| \| \| \| \| Amiiformes \| \| \| \| |
| пре 275 мил.год. | \| \| Lepisosteiformes \| \| \| \| \| \| Amiiformes \| \| \| \| |
|                  | Праве кошљорибе                                                 |
| пре 310 мил.год. |                                                                 |
|                  | Lepisosteiformes                                                |
|                  |                                                                 |
|                  | Amiiformes                                                      |
|                  |                                                                 |

|  | Lepisosteiformes |
|  |                  |
|  | Amiiformes       |
|  |                  |

| Acipenseriformes | \| \| Acipenseridae \| \| \| \| \| \| Polyodontidae \| \| \| \| |
|                  | \| \| Acipenseridae \| \| \| \| \| \| Polyodontidae \| \| \| \| |
|                  | Acipenseridae                                                   |
|                  |                                                                 |
|                  | Polyodontidae                                                   |
|                  |                                                                 |

|  | Acipenseridae |
|  |               |
|  | Polyodontidae |
|  |               |

| Холостеи         | \| \| Lepisosteiformes \| \| \| \| \| \| Amiiformes \| \| \| \| |
| пре 275 мил.год. | \| \| Lepisosteiformes \| \| \| \| \| \| Amiiformes \| \| \| \| |
|                  | Праве кошљорибе                                                 |
| пре 310 мил.год. |                                                                 |
|                  | Lepisosteiformes                                                |
|                  |                                                                 |
|                  | Amiiformes                                                      |
|                  |                                                                 |

|  | Lepisosteiformes |
|  |                  |
|  | Amiiformes       |
|  |                  |

| Acipenseriformes | \| \| Acipenseridae \| \| \| \| \| \| Polyodontidae \| \| \| \| |
|                  | \| \| Acipenseridae \| \| \| \| \| \| Polyodontidae \| \| \| \| |
|                  | Acipenseridae                                                   |
|                  |                                                                 |
|                  | Polyodontidae                                                   |
|                  |                                                                 |

|  | Acipenseridae |
|  |               |
|  | Polyodontidae |
|  |               |

| Холостеи         | \| \| Lepisosteiformes \| \| \| \| \| \| Amiiformes \| \| \| \| |
| пре 275 мил.год. | \| \| Lepisosteiformes \| \| \| \| \| \| Amiiformes \| \| \| \| |
|                  | Праве кошљорибе                                                 |
| пре 310 мил.год. |                                                                 |
|                  | Lepisosteiformes                                                |
|                  |                                                                 |
|                  | Amiiformes                                                      |
|                  |                                                                 |

|  | Lepisosteiformes |
|  |                  |
|  | Amiiformes       |
|  |                  |

| Acipenseriformes | \| \| Acipenseridae \| \| \| \| \| \| Polyodontidae \| \| \| \| |
|                  | \| \| Acipenseridae \| \| \| \| \| \| Polyodontidae \| \| \| \| |
|                  | Acipenseridae                                                   |
|                  |                                                                 |
|                  | Polyodontidae                                                   |
|                  |                                                                 |

|  | Acipenseridae |
|  |               |
|  | Polyodontidae |
|  |               |

| Холостеи         | \| \| Lepisosteiformes \| \| \| \| \| \| Amiiformes \| \| \| \| |
| пре 275 мил.год. | \| \| Lepisosteiformes \| \| \| \| \| \| Amiiformes \| \| \| \| |
|                  | Праве кошљорибе                                                 |
| пре 310 мил.год. |                                                                 |
|                  | Lepisosteiformes                                                |
|                  |                                                                 |
|                  | Amiiformes                                                      |
|                  |                                                                 |

|  | Lepisosteiformes |
|  |                  |
|  | Amiiformes       |
|  |                  |

|  | Целаканти, Рибе дводихалице |
|  |                             |
|  | Тетраподи                   |
|  |                             |

| Acipenseriformes | \| \| Acipenseridae \| \| \| \| \| \| Polyodontidae \| \| \| \| |
|                  | \| \| Acipenseridae \| \| \| \| \| \| Polyodontidae \| \| \| \| |
|                  | Acipenseridae                                                   |
|                  |                                                                 |
|                  | Polyodontidae                                                   |
|                  |                                                                 |

|  | Acipenseridae |
|  |               |
|  | Polyodontidae |
|  |               |

| Холостеи         | \| \| Lepisosteiformes \| \| \| \| \| \| Amiiformes \| \| \| \| |
| пре 275 мил.год. | \| \| Lepisosteiformes \| \| \| \| \| \| Amiiformes \| \| \| \| |
|                  | Праве кошљорибе                                                 |
| пре 310 мил.год. |                                                                 |
|                  | Lepisosteiformes                                                |
|                  |                                                                 |
|                  | Amiiformes                                                      |
|                  |                                                                 |

|  | Lepisosteiformes |
|  |                  |
|  | Amiiformes       |
|  |                  |

| Acipenseriformes | \| \| Acipenseridae \| \| \| \| \| \| Polyodontidae \| \| \| \| |
|                  | \| \| Acipenseridae \| \| \| \| \| \| Polyodontidae \| \| \| \| |
|                  | Acipenseridae                                                   |
|                  |                                                                 |
|                  | Polyodontidae                                                   |
|                  |                                                                 |

|  | Acipenseridae |
|  |               |
|  | Polyodontidae |
|  |               |

| Холостеи         | \| \| Lepisosteiformes \| \| \| \| \| \| Amiiformes \| \| \| \| |
| пре 275 мил.год. | \| \| Lepisosteiformes \| \| \| \| \| \| Amiiformes \| \| \| \| |
|                  | Праве кошљорибе                                                 |
| пре 310 мил.год. |                                                                 |
|                  | Lepisosteiformes                                                |
|                  |                                                                 |
|                  | Amiiformes                                                      |
|                  |                                                                 |

|  | Lepisosteiformes |
|  |                  |
|  | Amiiformes       |
|  |                  |

| Acipenseriformes | \| \| Acipenseridae \| \| \| \| \| \| Polyodontidae \| \| \| \| |
|                  | \| \| Acipenseridae \| \| \| \| \| \| Polyodontidae \| \| \| \| |
|                  | Acipenseridae                                                   |
|                  |                                                                 |
|                  | Polyodontidae                                                   |
|                  |                                                                 |

|  | Acipenseridae |
|  |               |
|  | Polyodontidae |
|  |               |

| Холостеи         | \| \| Lepisosteiformes \| \| \| \| \| \| Amiiformes \| \| \| \| |
| пре 275 мил.год. | \| \| Lepisosteiformes \| \| \| \| \| \| Amiiformes \| \| \| \| |
|                  | Праве кошљорибе                                                 |
| пре 310 мил.год. |                                                                 |
|                  | Lepisosteiformes                                                |
|                  |                                                                 |
|                  | Amiiformes                                                      |
|                  |                                                                 |

|  | Lepisosteiformes |
|  |                  |
|  | Amiiformes       |
|  |                  |

| Acipenseriformes | \| \| Acipenseridae \| \| \| \| \| \| Polyodontidae \| \| \| \| |
|                  | \| \| Acipenseridae \| \| \| \| \| \| Polyodontidae \| \| \| \| |
|                  | Acipenseridae                                                   |
|                  |                                                                 |
|                  | Polyodontidae                                                   |
|                  |                                                                 |

|  | Acipenseridae |
|  |               |
|  | Polyodontidae |
|  |               |

| Холостеи         | \| \| Lepisosteiformes \| \| \| \| \| \| Amiiformes \| \| \| \| |
| пре 275 мил.год. | \| \| Lepisosteiformes \| \| \| \| \| \| Amiiformes \| \| \| \| |
|                  | Праве кошљорибе                                                 |
| пре 310 мил.год. |                                                                 |
|                  | Lepisosteiformes                                                |
|                  |                                                                 |
|                  | Amiiformes                                                      |
|                  |                                                                 |

|  | Lepisosteiformes |
|  |                  |
|  | Amiiformes       |
|  |                  |

У тренутно прихваћеној таксономији класа Actinopterygii и ред Acipenseriformes су у истој класи.
Породица Acipenseridae подељена је у две потпородице, Acipenserinae са родовима Acipenser и Huso, и Scaphirhynchinae, са родовима Scaphirhynchus и Pseudoscaphirhynchus.
Породица садржи 8 изумрлих врста и 28 постојећих врста / подврста подељених у 4 рода: 
Породица Acipenseridae
- Потпородица Acipenserinae
  - Род Acipenser Linnaeus, 1758
    - †Acipenser albertensis (Lambe 1902)
    - Acipenser baerii  (J. F. Brandt, 1869)
    - Acipenser baerii baerii (J. F. Brandt, 1869) (Сибирска јесетра) 
      - Acipenser baerii baicalensis (A. M. Nikolskii, 1896) (Бајкалска јесетра)
      - Acipenser baerii stenorrhynchus (A. M. Nikolskii, 1896)

    - Acipenser brevirostrum (Lesueur, 1818)
    - Acipenser dabryanus (A. H. A. Duméril, 1869)
    - †Acipenser cruciferus (Cope, 1876)
    - †Acipenser eruciferus (Cope, 1876)
    - Acipenser fulvescens (Rafinesque, 1817) (Језерска јесетра)
    - †Acipenser gigantissimus (Nessov, 1997)
    - Acipenser gueldenstaedtii (J. F. Brandt, & Ratzeburg, 1833) (Руска јесетра)
    - Acipenser medirostris (Ayres, 1854) (Зелена јесетра)
    - Acipenser mikadoi (Hilgendorf, 1892) (Сахалинска јесетра)
    - †Acipenser molassicus  (Probst, 1882)
    - Acipenser naccarii (Bonaparte, 1836) (Јадранска јесетра)
    - Acipenser nudiventris (Lovetsky, 1828) (Кратконоса кечига)
    - †Acipenser ornatus (Leidy, 1873)
    - Acipenser oxyrinchus (Mitchill, 1815)
      - Acipenser oxyrinchus desotoi (Vladykov, 1955)
      - Acipenser oxyrinchus oxyrinchus (Mitchill, 1815) (Атлантска јесетра)

    - Acipenser persicus (Borodin, 1897) (Персијска јесетра)
    - Acipenser ruthenus (Linnaeus, 1758) (Дугоноса кечига)
    - Acipenser schrenckii (J. F. Brandt, 1869) (Јапанска јесетра)
    - Acipenser sinensis (J. E. Gray, 1835) (Кинеска јесетра)
    - Acipenser stellatus (Pallas, 1771) (паструга)
    - Acipenser sturio (Linnaeus, 1758) (европска јесетра)
    - †Acipenser toliapicus (Agassiz 1844)
    - Acipenser transmontanus (J. Richardson, 1836) (бела јесетра)
    - †Acipenser tuberculosus  (Probst, 1882)

  - Род Huso  (J. F. Brandt & Ratzeburg, 1833)
    - Huso dauricus (Georgi, 1775) (калуга)
    - Huso huso (Linnaeus, 1758) (моруна)
- Потпородица Scaphirhynchinae
  - Род Scaphirhynchus  (Heckel, 1835) (Северна Америка) 
    - Scaphirhynchus albus (Forbes & R. E. Richardson, 1905) (бледа јесетра)
    - Scaphirhynchus platorynchus (Rafinesque, 1820)
    - Scaphirhynchus suttkusi (J. D. Williams & Clemmer, 1991) (алабамска јесетра)

  - Род Pseudoscaphirhynchus (A. M. Nikolskii, 1900) (Средња Азија) 
    - Pseudoscaphirhynchus fedtschenkoi (Kessler, 1872) (Сир Дарја јесетра)
    - Pseudoscaphirhynchus hermanni (Kessler, 1877) (Патуљаста јесетра)
    - Pseudoscaphirhynchus kaufmanni (Kessler, 1877) (Аму Дарја јесетра)

## Интеракције са људима

### Кавијар
Глобално гледано, риба јесетра је од велике вредности, пре свега као извор кавијара, али и као месо. Неколико врста јесетри  се за лови јер се њихова икра прерађује у кавијар - луксузну храну и то је разлог зашто су јесетре који производе кавијар међу највреднијим и најугроженијим од свих ресурса дивљине.
Током 19. века, САД су биле глобални лидер у производњи кавијара, чинећи 90% светске трговине кавијаром. Атлантска јесетра је некада успевала дуж источне обале од Канаде до Флориде. Било их је у таквом обиљу у реци Худсон, звали су их "албани говедина", а јесетрина икра су се у локалним баровима давала уз пиво од 5 центи. Популација белих јесетри дуж западне обале САД истовремено је опадала под притиском комерцијалног риболова и људског немара.  Током једног века, некад обилно рибарство јесетре у САД и Канади драстично је пропало, а у неким областима је потпуно нестало под притиском комерцијалног прекомерног рибарења, загађења, губитка станишта и брана на рекама које су блокирале миграција њихових предака на мрестилишта.
Током 20. века, комерцијална производња кавијара од јесетри у САД и Канади је престала. Регулаторна заштита и напори на очувању били су успостављени од стране државних и савезних агенција за ресурсе у САД и Канади, као што је федерални мораторијум САД из 1998. који је затворио сав комерцијални риболов на атлантску јесетру. Током 20. века Русија је постала водећи светски лидер као највећи произвођач и извозник кавијара. Као и код пада популације јесетри у САД и Канади, исто се догодило и са популацијом јесетри у Каспијском језеру.
Почевши од америчког ембарга на Иран 1979. године, кријумчарење кавијара јесетре био је велики посао, али илегалан и опасан. Службеници са Одељења за рибу и дивље животиње у Вашингтону, уништили су круг ловокрадица са седиштем у Ванкуверу. Крадљивци су сакупили 1,65 тона кавијара из готово 2.000 белих јесетри из реке Колумбија. Процењује се да је кавијар вредан око два милиона долара. Одељење је разбило још једну групу ловокрадица 2003. године и извео тајну операцију у 2006-2007 години што је резултирало са 17 успешних покушаја од укупно 19.
Као одговор на забринутости због будућности јесетри и комерцијалних производа од јесетре, међународна трговина свим врстама јесетре регулисана је од стране Конвенције о међународном промету угрожених врста дивље флоре и фауне од 1998. године.

### Очување
Јесетре су дуговечне рибе, које касно сазревају  с репродуктивним циклусима који укључују дуге миграције и захтијевају посебне услове. Они су древна врста која је преживела милионима година, али њихова је будућност угрожена, делом и због њихових наследних карактеристика и репродуктивних специфичности. Негативни утицаји прекомерног риболова, криволова, уништавања станишта и изградње брана које су измениле или блокирале годишњу миграцију на мрестишта предака изазвале су озбиљну штету. 
Неке врсте јесетре су изумрле, неколико их је на ивици изумирања, укључујући кинеску јесетру, веома цењену јесетру моруну,  и Алабама јесетру. Многе врсте су класификоване као угрожене са уочљивим падом популације јесетри како расте потражња за кавијаром. Подаци МУЗП показују да је преко 85% врста јесетри изложено ризику од изумирања, што их чини критичније угроженим од било које друге групе животињских врста.
Поред глобалних напора на обнављању, надгледању популацију и станишта, као и разних других активности на очувању националних и државних агенција за ресурсе, које су примењиве на њихове земље, основано је и неколико организација за заштиту како би се помогло очувању јесетри широм света. На глобалном нивоу, једна таква организација је Светско друштво за очување јесетри , чији су примарни циљеви подстицање „очувања врста јесетри и обнављање залиха јесетри у целом свету“, и подржавање „размене информација између свих особа које су заинтересоване за јесетре. "
Северноамеричко друштво јесетри и веслоноса
Немачко друштво за спас јесетри су подружнице Светског друштва. Светско друштво је било од велике важности у организовању глобалних конференција на којима научници и истраживачи могли да размењују информације и да обрате пажњу на разне изазове очувања будућности јесетри.
Напорима на очувању популација јесетри од помоћ су организације попут Sturgeon For Tomorrow који је основана 1977. године, а састоји се од добровољаца и програма за праћење познатих мрестилишта. Организација је током година експоненцијално расла и постала „највећа грађанска група за јесетре у свету ", а проширила се и са придруженим поглављима у друге државе које имају популацију јесетра.

### Друге употребе
Пре 1800. године, рибљи мехур јесетре (пре свега моруне из Русије) коришћен је као рибље туткало, облик колагена који се историјски користио за прочишћавање вина и пива, као претходник желатина и за очување пергамента.
Јеврејски кошер, који дозвољава само конзумирање рибе са крљушти, забрањује јесетре, јер имају ганоидне крљушт уместо дозвољених ктеноидних и циклоидних крљушти. Док ортодоксни јудаизам забрањују конзумирање јесетре, неке конзервативне групе то и дозвољавају. Теолошка расправа о њеном кошер статусу може се пратити до реформатора из 19. века као што је Арон Чорин, иако је његова потрошња била уобичајена у европским јеврејским заједницама.
Јесетре су проглашене краљевском рибом према статуту енглеског краља Едвард II који датира из 1324. године. Технички гледано, британска монархија још увек поседује све јесетре, китове и делфине који настањују воде око Енглеске и Велса.  Према закону Уједињеног Краљевства, све јесетре уловљене у краљевству лично су власништво монарха.
У хералдици је јесетра симбол на грбу Свете Амалберге од Темсе.